# 刺客教條：梟雄
《刺客教條：梟雄》是一部由育碧魁北克開發、育碧公司發行的第三人稱歷史奇幻動作冒險遊戲。本作是刺客教條主系列的第九部作品，登陸於PlayStation 4、Xbox One和Microsoft Windows平台。遊戲首次引進與《俠盜獵車手V》相近的主角切換設定，玩家能自由分飾兩名主角，也能首次在系列主要作品中使用女性主角，不過依然以男性為第一主角來設置劇情。

## 簡介
男主角雅各·弗萊（Jacob Frye）性格熱血衝動，擅於近身戰鬥，計劃用自己的幫派「黑鴉幫」（The Rooks）對抗聖殿騎士（Templar），其雙胞胎姊姊伊薇·弗萊（Evie Frye）傾向運用智慧和擅於隱匿。兩名主角可利用新引進之繩索發射器迅速攀上建築物或於兩個壁面間造出溜索作迅速滑行，市內亦將有馬車和火車協助主角來往兩地。二人武裝將包括手指虎、左輪手槍、杖劍、飛刀、廓爾喀刀。戰鬥節奏將比前作更高，一眾敵人將同時對主角進行攻擊，屋頂、馬車頂部和火車車廂頂部亦可以作為戰鬥地點。遊戲將以1868年的倫敦為舞台，面積比前作《刺客教條：大革命》舞台巴黎增加約百分之三十，七個自治區為西敏、河岸街、泰晤士河、倫敦市、白教堂、薩瑟克及蘭貝斯。遊戲將不設多人模式或連動程式。

## 劇情
2015年，現代刺客組織聯絡正在使用基因記憶追溯軟件「Helix」的玩家，要求進入活躍於工業革命晚期兩位英國孿生刺客的記憶，從而比跨國製藥公司Abstergo（現代聖殿騎士團）搶先取得位於倫敦的「第一文明」遺物「伊甸碎片」。
1868年，英國刺客組織已近滅絕，首都倫敦被聖殿騎士團和黑幫組織「暴徒幫」全面控制。刺客姊弟雅各和伊薇於克勞利各自刺殺了騎士團工業家盧波特·費里斯與科學家大衛·布魯斯特後前往倫敦，在印籍刺客亨利·葛林安排下按各自的方式解放城市：雅各欲成立幫派「黑鴉幫」對抗暴徒幫和刺殺各騎士團要員；伊薇則欲找尋先父追尋的伊甸碎片。
雅各先後刺殺醫生約翰·艾略森、交通公司總裁珀爾·愛德威、銀行家菲利普·兩便士、英國陸軍軍官詹姆士·布魯內爾、以及暴徒幫首領麥斯威爾·羅斯；同時伊薇從騎士團奪回的文件發現該伊甸碎片乃賦予持有者復原能力之「伊甸聖裹布」，被藏於白金漢宮地下一密室中，追查過程中除刺殺了聖殿騎士團要員露西·梭恩亦糾正了雅各在其刺殺行動中無意造成的社會問題。
雅各和伊薇因不滿各自行動後造成的結果而爭吵，在接獲亨利報告聖殿騎士團大團長克羅佛特·史塔瑞將前往皇宮奪取聖裹布後決定作最後一次合作並一同潛進皇宮，但史塔瑞搶先到達密室取得聖裹布並因而擁有迅速治癒傷口的能力，雅各和伊薇合力擊殺史塔瑞後把聖裹布留在密室內並決定往後繼續合作，事後獲維多利亞女王封爵。
現代刺客組織前往密室後發現現代聖殿騎士團已捷足先登，儘管進行伏擊仍無法阻止騎士團把聖裹布帶走；刺客從Abstergo電腦取得之視訊顯示騎士團欲以聖裹布使第一文明成員復活；藏身於Abstergo網絡內之第一文明成員朱諾於幕後操縱現代聖殿騎士團，並透露將利用聖裹布拯救人類。

### 追加下載內容
- 《长夜漫漫》（A Long Night）

- 《达尔文与狄更斯阴谋》（The Darwin and Dickens Conspiracy）

进入伦敦最有影响力人物的内心世界。一边要保护查尔斯·达尔文不被杀害，让他的发现得以公诸于世，另一边要帮助传奇作家查尔斯·狄更斯的朋友，保守可能会令他送命的秘密。
- 《失控的火车》（the Runaway Train）

一辆失控的火车在伦敦市内高速奔驰，玩家必须要在规定时间内找出火车的问题并予以修复。
- 《恐怖罪案》（The Dreadful Crimes）

此為PS4獨家內容,1868年工業大革命時期的倫敦，體驗當時的9個刺激無比的兇案。與年輕的阿瑟·柯南·道尔結成盟友揪出全部的兇手。
- 《最後的大君》（The Last Maharaja）

故事時段位於主線故事之後，一日，杜利普．辛格王子，與亨利·葛林相討，希望成功說服杜利普回到印度。不過杜利普堅持留在英國，其後雅各和伊薇聽到兩人互相爭吵，於是亨利請雅各和伊薇說服杜利普，杜利普要求雅各和伊薇進行射擊比賽。當完結之時，突然聽到另一人打算謀殺杜利普，經過調查後，槍手是聖殿騎士指派，其後亨利提醒雅各和伊薇，東印度公司有可能參與其中。雅各和伊薇開始將東印度公司把杜利普所有的信件、文件交還給杜利普，然後亨利通知杜利普到訪據地，再次說服杜利普，希望可以協助雅各和伊薇調查，發現杜利普的摰友，布瑞利·埃爾斯沃斯是一連串陰謀的始作俑者，杜利普非常震驚，希望打算相約埃爾斯沃斯道明真相，雅各和伊薇知道杜利普的計劃，主動協助杜利普，最終經過伊薇暗中清除埃爾斯沃斯的支援後，看到埃爾斯沃斯打算暗算杜利普，伊薇朝埃爾斯沃斯的手開槍，然後上前抓住埃爾斯沃斯準備刺殺他，但杜利普開聲制止伊薇，只想給埃爾斯沃斯一點教訓，其後杜利普向雅各、伊薇和亨利道謝，然後轉身離去。
- 《开膛手杰克（英语：Assassin's Creed Syndicate: Jack the Ripper）》（Jack the Ripper）

1888年秋天，開膛手傑克於白教堂肆虐並追殺雅各。在雅各下落不明後，伊薇從印度返回英國協助警方進行調查，發現傑克真正身份乃是雅各於多年前招攬的一名刺客：傑克年輕時母親被殺，其後被送到一所精神病院後被雅各救出，繼而加入刺客組織學習刺客技能和運用恐懼的能力，但其不穩定的精神使他對刺客理念產生極端思想，接管雅各的黑鴉幫後並殺害偽裝成妓女的刺客。伊薇最終在精神病院擊殺傑克和救出被囚禁的雅各；為免刺客組織被公開，警方在伊薇懇求下決定隱瞞傑克身份。
- 《第一次世界大戰:最黑暗的時刻》（World War 1）

由于Helix系统的错误，玩家在泰晤士河上空发现了时间裂缝，在主教的警告之下玩家依然执意进入该裂缝，随后来到了1914年，此时雅各与伊薇两人由于第一次世界大战的爆发而离开了伦敦，留下雅各的孙女，莉迪亚·弗莱看守伦敦兄弟会分部，而莉迪亚则会与当时尚为英国海军大臣的温斯顿·丘吉尔合作，找出伦敦市内潜藏的德军间谍并阻止德军飞艇入侵伦敦。最后，玩家收到了来自朱诺的信息。

## 登場人物
主條目：刺客教條系列角色列表

## 開發
本作是繼《刺客教條：叛變》後第二部並非由育碧蒙特利爾工作室開發的《刺客教條系列》作品。2014年7月2日，育碧軟件宣佈曾協助開發系列過去六款作品、《刺客教條III：暴君華盛頓》、以及《刺客教條IV：黑旗 自由的吶喊》的育碧魁北克工作室將帶領某重要資產的主要開發工作。創意總監由曾參與《刺客教條：兄弟會》、《刺客教條：啟示錄》、《刺客教條III》與《自由的吶喊》的Marc-Alexis Côté出任，高級監製由François Pelland出任，聲效總監由Lydia Andrew出任。
遊戲首批資訊於2014年12月2日自網站Kotaku流出，遊戲當時名為《刺客教條：勝利》（Assassin's Creed Victory），附有遊戲細節和從一段七分鐘遊戲示範片段中截取的圖片。育碧軟件於當天稍後時間確認有關消息，對公司不打算對外公開的內部資產流出市面表示失望，但期待於稍後日子正式公開工作室的已有素材。
2015年5月7日，育碧軟件宣佈公開日被定於5月12日，但包括遊戲正式名稱在內的相關資訊再次於Kotaku提早流出；遊戲主角的名字與圖片亦於5月11日被公開。
曾為《刺客教條III》擔任顧問的歷史學家Jean-Vincent Roy自2013年5月再次出任顧問。
2015年5月12日，育碧在線上公開最新訊息正式定名為梟雄(SYNDICATE)。
| Features           | 标准版 （主机板和电脑版） | 黑鸦帮会版 （主机板和电脑版） | 黄金版 （主机板和电脑版） | 查灵十字典藏版 （主机板和电脑版）  | 大本钟典藏版（Uplay预售） （主机板和电脑版） |
| ------------------ | ------------------------- | ----------------------------- | ------------------------- | ---------------------------------- | -------------------------------------------- |
| 游戏光盘           | 是                        | 是                            | 是                        | 是                                 | 是                                           |
| 独家包装           | 否                        | 是 （黑色纸质折叠收藏盒）     | 是                        | 是 （查灵十字收藏盒）              | 是 （大本钟收藏盒与Futurepak铁盒）           |
| 游戏追加内容       |                           |                               |                           |                                    |                                              |
| 达尔文与狄更斯阴谋 | 是 （预购特典）           | 是                            | 是                        | 是                                 | 是                                           |
| 失控的火车         | 否                        | 是                            | 是                        | 是                                 | 是                                           |
| 贝克街装备         | 否                        | 否                            | 是                        | 否                                 | 否                                           |
| 季票               | 否 （可分开购买）         | 否 （可分开购买）             | 是                        | 否 （可分开购买）                  | 是                                           |
| 实物特典           |                           |                               |                           |                                    |                                              |
| 官方游戏原声CD     | 否                        | 是                            | 否                        | 是                                 | 是                                           |
| 双面伦敦地图       | 否                        | 是                            | 否                        | 是                                 | 是                                           |
| 艺术图集           | 否                        | 是                            | 否                        | 是                                 | 是                                           |
| 小塑像             | 否                        | 否                            | 否                        | 是 (26 cm站在查灵十字铁轨上的塑像) | 是 (30 cm站在大本钟发条内的塑像)             |
| 扁平酒壶           | 否                        | 否                            | 否                        | 否                                 | 是                                           |
| 全球限量印刷画     | 否                        | 否                            | 否                        | 否                                 | 是                                           |

## 評價
遊戲評價普遍正面，幾乎一致認為比前作《大革命》優勝，畫面出色和遊戲主角令人喜愛，但部分評論認為結局平庸和遊玩方式單調。《IGN》對遊戲畫面、支線任務和溜索發射器予以讚揚。
遊戲在英國首發時銷路登上排行榜首位，但其英國銷情在《刺客教條系列》中排名倒數第二，僅次於《刺客教條：叛變》。育碧軟件報告指出《大革命》因大量程式錯誤和系統錯誤問題而造成的負面評價導致本作首星期銷量低落，但自第二星期起銷情已回升。